# Berteștii de Jos
Berteştii de Jos é uma comuna romena localizada no distrito de Brăila, na região de Muntênia. A comuna possui uma área de 135.09 km² e sua população era de 3165 habitantes segundo o censo de 2007.